# Graafschap Holland
Het graafschap Holland was een graafschap binnen het Rooms-Duitse Rijk, waarvan het gebied uiteindelijk ongeveer overeenkwam met de provincies Noord- en Zuid-Holland zonder de Zuid-Hollandse eilanden en met de eilanden Terschelling, Vlieland, Urk en Schokland, die later zijn overgeheveld naar andere provincies. Datzelfde geldt voor het Land van Heusden en Altena, dat vanaf 1813 behoort tot de provincie Noord-Brabant.
Van een 'graaf van Holland' was voor het eerst sprake toen graaf Floris II van Holland zich in 1101 bij oorkonde graaf van Holland noemde. Met de dood van Jan I in 1299 stierf diens dynastie, het Hollandse huis, uit en sindsdien waren de graven van Holland steeds afkomstig van buiten het graafschap: achtereenvolgens het huis Avesnes (Henegouwen), het huis Wittelsbach (Beieren), het huis Valois (Bourgondië) en het huis Habsburg.
In de 16e eeuw verwierf Holland zijn dominante positie in de noordelijke Nederlanden. Dit kwam door zijn economische overwicht en door zijn samenwerking met de Habsburgse landheren bij het pacificeren van Friesland en Gelre. De Staten van Holland bekostigden de legers die de achtereenvolgende stadhouders hiervoor inzetten, maar weigerden om mee te betalen aan een betere verdediging van de zuidelijke provincies tegen de Fransen.
In 1581 zwoeren de Staten-Generaal van de Nederlanden de toenmalige graaf Filips III (koning Filips II van Spanje) af en was er in de praktijk geen graaf meer. De grafelijke rechten berustten bij de Staten van Holland en West-Friesland.
Het gewest Holland had binnen de Republiek der Zeven Verenigde Nederlanden een dominante positie, zowel politiek als economisch. Met de komst van de Fransen werden in 1795 alle feodale rechten formeel afgeschaft. In 1798 werden de Nederlanden in departementen onderverdeeld, die niet de historische grenzen van de gewesten volgden. Holland werd (ongeveer) verdeeld in vier departementen: het departement van Texel, het departement van de Amstel, het departement van de Delf en het departement van de Schelde en Maas.

## Ontstaansgeschiedenis
Na het tijdperk van de Grote Volksverhuizing werd de kuststreek van Nederland bewoond door de Friezen.  Onder hun koningen Aldgisl en Redbad ontwikkelden zij zich tot een geduchte tegenstander van de Franken. Het centrale rivierengebied in Holland en Utrecht was in Friese handen en de beheersing van delta van de Rijn en Maas was regelmatig inzet van vijandelijkheden. In 719 werden de Friezen onderworpen door de Franken, waarna het gebied deel ging uitmaken van het Frankische Rijk. Het kreeg de naam Frisia, een verwijzing naar zijn inwoners.

### Karolingische tijd

#### Lotharingen
Onder Karel de Grote beheerste het Frankische Rijk rond 800 een groot deel van Europa. Het Karolingische Rijk was onderverdeeld in gouwen, ook pagus genoemd. Sommige groepen pagi werden comitatus genoemd, hoewel dit ook wel gebeurde voor afzonderlijke gouwen. Deze werden bestuurd door leenmannen (vassus), die aan hem verantwoording schuldig waren. Een comes of gouwgraaf bestuurde één of meerdere gouwen. Door de geringe handel, de negatieve handelsbalans met het Byzantijnse Rijk en de moslims en het verdwijnen van de gouden muntslag was de economie echter min of meer veranderd in een ruileconomie. De leenmannen konden alleen beloond worden door aan hen gronden (beneficium, vanaf de 10e eeuw feodum) en het vruchtgebruik daarvan te geven. Hieruit ontwikkelde het systeem zich tot het feodalisme. De leenmannen streefden naar erfelijkheid, wat steeds meer regel werd en in 877 gelegaliseerd door het Capitulare van Quierzy. Hiermee werd het onmogelijk nog een groot rijk te vormen, terwijl de graven op hun beurt probeerden meerdere gouwen te verkrijgen.

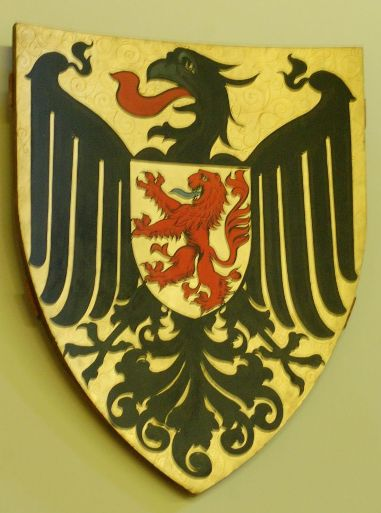
Duitse Adelaar met hartschild van het graafschap Holland (Ridderzaal Den Haag)

Daarnaast hadden de Karolingen geen abstract staatsbegrip, zoals de Romeinen eerder al hadden gekend, maar beschouwden land als een persoonlijk bezit. Zoals elk bezit werd dit na het overlijden dan ook onder de zonen verdeeld. Deze rijksdelingen hadden vaak een onderlinge strijd ten gevolg die een centraal gezag problematisch maakte, wat nog verergerd werd door Vikingaanvallen. Met het Verdrag van Ribemont van 880 kwam een einde aan de rijksdelingen. Het hertogdom Lotharingen – waar de Lage Landen deel van uitmaakten – kwam bij het Oost-Frankische rijk waarin men het probeerde te integreren. Er was echter geen sprake van een enkel stamverband als in de vier stamhertogdommen van dit rijk – Franken, Saksen, Beieren en Zwaben – en Lotharingen nam een aparte positie in met grote mate van zelfbeschikking. Dit bleek wel toen in 911 Lodewijk het Kind overleed, de laatste Karolinger in Oost-Francië. In tegenstelling tot de stamhertogdommen die zich onder Koenraad, de hertog van Franken, schaarden, koos men in Lotharingen voor de Karolingse West-Frankische koning Karel de Eenvoudige.
Karel de Eenvoudige werd in 922 uit Lotharingen verdreven door de Duitse koning Hendrik de Vogelaar waarna de Lotharingse edelen uiteindelijk voor Hendrik kozen in 925. Diens macht was echter beperkt onder zijn naar zo veel mogelijk zelfstandigheid strevende vazal Giselbert II, de hertog van Lotharingen, die op zijn beurt alleen werkelijke macht uitoefende in zijn eigen graafschappen.
De periode tussen ongeveer 850 en 950 wordt wel de ijzeren eeuw genoemd, vanwege de chaos die ontstond door het verbrokkelen van de macht. Veel gewesten kregen weer hun oude naam en versterkten hun eigen identiteit. In de Lage Landen ging dit niet op, aangezien de namen Austrasië en Neustrië in onbruik waren geraakt en er nog geen duidelijk omlijnde gebieden waren.

#### Frisia
Aan het einde van de regering van Lodewijk de Vrome, zoon van Karel de Grote, was de koninklijke macht verzwakt door de stormvloed van 838, waardoor diverse steden werden verwoest en grote stukken grond verloren gingen, en de twisten met zijn zoons. Bovendien zorgden de invallen van de Vikingen voor veel onrust. Na de dood van Lodewijk beleende zijn zoon Lotharius I de Deense broers Rorik en Harald met Frisia – het huidige Friesland en Holland – in een poging de aanvallen van de Vikingen te weren. De lokale gouwgraven zagen hun macht daardoor afnemen, omdat ze moesten samenwerken met de Denen. In 885 kwam aan de Deense overheersing een einde door de moord op Godfried de Noorman en zijn metgezellen in Herispich, het huidige Spijk, door Everhard Saxo en Hendrik van Babenberg, waarbij Gerulf, comes Fresonum, een groot aandeel had. Gerulf die graaf was in Teisterbant ontving als beloning van de Oost-Frankische koning Arnulf op 4 augustus 889 een aantal goederen in vol eigendom. Deze goederen bestonden uit een aantal boerderijen en huizen in onder andere Tiel, Aalburg en Asch. Daarnaast kreeg hij goederen toegewezen in Frisia, bestaande uit een bos en een bouwakker, ergens tussen de monding van de Oude Rijn en (vermoedelijk) Bennebroek, Suithardeshaga.
In 922 schonk koning Karel de Eenvoudige de kerk van Egmond met alle daarbij behorende goederen aan Dirk I, de zoon van Gerolf, als dank voor zijn steun bij een opstand van zijn vazallen. Egmond lag ten noorden van de bezittingen die hij van Gerolf had gekregen en sloot daar dus uitstekend op aan. Kort hierna stichtte hij er de Abdij van Egmond, de oudste abdij van Holland.

### Feodale periode
De status van het Hollandse huis bleek gestegen toen in 938 Dirk II op achtjarige leeftijd werd verloofd met de net geboren Hildegard, de dochter van Arnulf I van Vlaanderen. De graaf was in deze periode meer een militaire gezaghebber die de aanvallen van de Vikingen moest weerstaan en daarbij onder de bisschop van Utrecht viel.
In 985 gaf koning Otto III, op verzoek van zijn moeder Theophanu een aantal gebieden in eigendom (proprium) aan graaf Dirk II die hij eerder in leen (beneficium) had gekregen. Dit was het gebied tussen de rivieren Liora (Lee) en Hisla (Hollandse IJssel) – Masaland – villa Sunnimeri, het gebied tussen de rivieren Medemelaka en Chinnelosara gemerchi – Kinheim – en Texla.
In 993 kwam graaf Arnulf om het leven bij een poging zijn opstandige onderdanen tot gehoorzaamheid te dwingen. Dit gevecht vond plaats bij Winkel en wordt gezien als een eerste teken van de libertas van de Friezen, maar op dat moment was er nog geen sprake van scheiding tussen West-Friesland en Kennemerland. Dirk III was nog te jong om het bestuur op zich te nemen, waarop zijn moeder Lutgardis van Luxemburg deze taken waarnam. In 1005 was Dirk oud genoeg om zelfstandig het graafschap te besturen, maar maakte hij nog steeds dankbaar gebruik van de goede connecties van zijn moeder. Volgens Thietmar van Merseburg kwam het tot een verzoening met de Friezen door toedoen van haar zwager, koning Hendrik II. De koning vertrok vanuit Utrecht per schip met een leger om de Friese opstand te onderdrukken.
Om de promessa in te lossen die hij had gedaan naar aanleiding van de Friese aanvallen, ging Dirk III daarna op bedevaart naar Jeruzalem. Bij zijn terugkeer bleek het noorden nog dusdanig onveilig dat hij naar het zuiden trok en rond Vlaardingen, dat buiten zijn leen lag, grond begon te verpachten om het in cultuur te laten brengen. Bovendien bouwde hij een burcht bij Silva Meriwido, het latere Vlaardingen. Vanuit die burcht dwong hij de kooplieden die in hun schepen langsvoeren, onderweg van Tiel naar Engeland en vice versa, om tol te betalen. Op de rijksdag van Nijmegen van 1018 werd naar aanleiding van Tielse klachten besloten hier tegen op te treden. Een leger onder leiding van hertog Godfried I van Lotharingen bestaand uit een vloot met troepen uit Utrecht, Keulen en Luik werd echter in de Slag bij Vlaardingen verslagen door Dirk III. Om diens positie tegenover eventuele aanvallen van Vikingen niet te verzwakken, besloot de Rooms-Duitse keizer Hendrik II het hierbij te laten, maar wel de positie van de bisschop van Utrecht, de leenheer van Dirk, te versterken. Daarmee werd Dirk III feitelijk zelfstandig. Dirk wist desondanks zijn gebied uit te breiden richting het oosten, ten koste van Utrecht. Na het overlijden van Hendrik II in 1024 steunde Dirk III de kandidatuur van Koenraad II waarmee hij poogde zich te verzoenen met het rijksgezag en zijn verworven gebieden te behouden en zelfs uit te breiden.
Tijdens het bewind van bisschop Bernold stierf keizer Koenraad II gedurende een verblijf in Utrecht in 1039, waarop zijn ingewanden in de Domkerk werden bijgezet. De zoon en opvolger van Koenraad, Hendrik III, overlaadde het Utrechtse bisdom sindsdien met gunsten; zo werd in 1040 het Oversticht aan de bisschop toegewezen. Nu de banden hernieuwd waren, werd besloten om de graaf alsnog te bedwingen. In 1046 dwong de keizer Dirk IV afstand te doen van het door hem veroverde gebied. De keizer kon zich echter niet handhaven en moest zich terugtrekken, waarna Dirk de bisdommen Utrecht en Luik begon te plunderen. Bovendien sloot hij een verbond met Godfried met de Baard, de hertog van Opper-Lotharingen en de graven van Vlaanderen en Henegouwen. Hierop volgde in 1047 een tweede strafexpeditie, waarbij de keizer Vlaardingen en de grafelijke burcht te Rijnsburg veroverde. Deze werd geheel verwoest. Tijdens de terugtocht leed de keizer echter grote verliezen, waardoor Dirks bondgenoten nu ook openlijk tegen de keizer in opstand kwamen. In 1049 werd Dirk IV door de bisschoppen van Metz, Luik en Utrecht in de val gelokt en gedood. Dirk was nog jong, ongehuwd en kinderloos. Hij werd opgevolgd door zijn broer Floris I.
Floris I wist zijn gebied in het noorden uit te breiden met een klein gebied in Rijnland, Holdland. Waarschijnlijk ging deze naam al snel over op het gehele gebied van Floris. Floris kwam 1061 in oorlog, waarbij niet duidelijk is of dit tegen Brabant, het Sticht of Luik was, waarbij hij verrast en gedood werd. Zijn zoon Dirk V was nog minderjarig, waarop zijn moeder Geertruida van Saksen regentes werd. In 1063 hertrouwde Geertruide met Robrecht I van Vlaanderen, die hierna de Fries werd genoemd en als regent voor Dirk V optrad. Koning Hendrik IV schonk in 1064 de gebieden van Dirk, namelijk die 'ten westen van het Vlie en rond de oevers van de Rijn' (Westflinge et circa horas Reni) aan bisschop Willem I van Utrecht, op wiens steun hij wel kon rekenen. Dirk mocht slechts Maasland behouden. Willem wist met de hulp van hertog Godfried III met de Bult van Neder-Lotharingen met veldslagen in 1071 en 1072 de gebieden ook daadwerkelijk te veroveren. Na de dood van Godfried en Willem in 1076 belegerden Robrecht en zijn stiefzoon Dirk V IJsselmonde en wisten de nieuwe bisschop Koenraad gevangen te nemen en te dwingen de gebieden van Dirk V terug te geven.
In de eerste helft van de 13e eeuw werd het huidige Den Haag de zetel van de graven van Holland. De officiële plaatsnaam 's-Gravenhage en de naam van de Gravenstraat voor de verbinding tussen het Kerkplein en het huidige Buitenhof in Den Haag verwijzen nog daarnaar.

#### Ontginningen
Rond 950 begonnen op kleine schaal ontginningen in de enorme veengebieden in Holland en rond Utrecht, waarschijnlijk van de kleinere heren uit, buiten de graaf of bisschop om. In de 11e eeuw begon echter de Grote Ontginning die veel meer onder de controle stond van de graven van Holland en de bisschoppen van Utrecht. Tot de 13e eeuw werd het gebied tussen het IJ in het noorden, de duinen in het westen, de Lek en de Waal in het zuiden en de Oude Rijn in het oosten ontgonnen.
Voor de Grote Ontginning waren de grenzen tussen het machtsgebied van de graven van Holland en de bisschoppen van Utrecht niet duidelijk te tekenen en bestond er tussen beide een feitelijk niemandsland. Gedurende de ontginningen wisten de graven van Holland echter hun invloed uit te breiden ten koste van Sticht Utrecht.

## Naamgeving
De oudste bronnen refereren aan het niet duidelijk gedefinieerde graafschap als West-Frisia ten westen van het Vlie. Tot 1101 hebben de bronnen het over Friese graven, maar in dat jaar krijgt Floris II een toevoeging; hij wordt genoemd als Florentius comes de Hollant, graaf van Holland. De graven hierna hielden het bij deze ene titel, totdat Floris V in 1291 besloot zich graaf van Holland en Zeeland en heer van Friesland te noemen. Dit was ook het gebruik na de vereniging middels personele unies met Henegouwen, Beieren-Straubing, Bourgondië en Habsburg, hoewel de titels langzaam naar onderen schoven in belang, zodat deze bij de laatste graaf, Filips II, pas halverwege zijn lijst van titels werden genoemd.

## Gewest Holland
Tijdens de Tachtigjarige Oorlog speelde het gewest Holland een belangrijke rol in het verzet tegen de Spaanse koning. Na de Unie van Utrecht werd het gewest Holland het leidende gewest van de Republiek en het Rooms-Hollands recht het leidende recht in de Republiek.

## Territorium

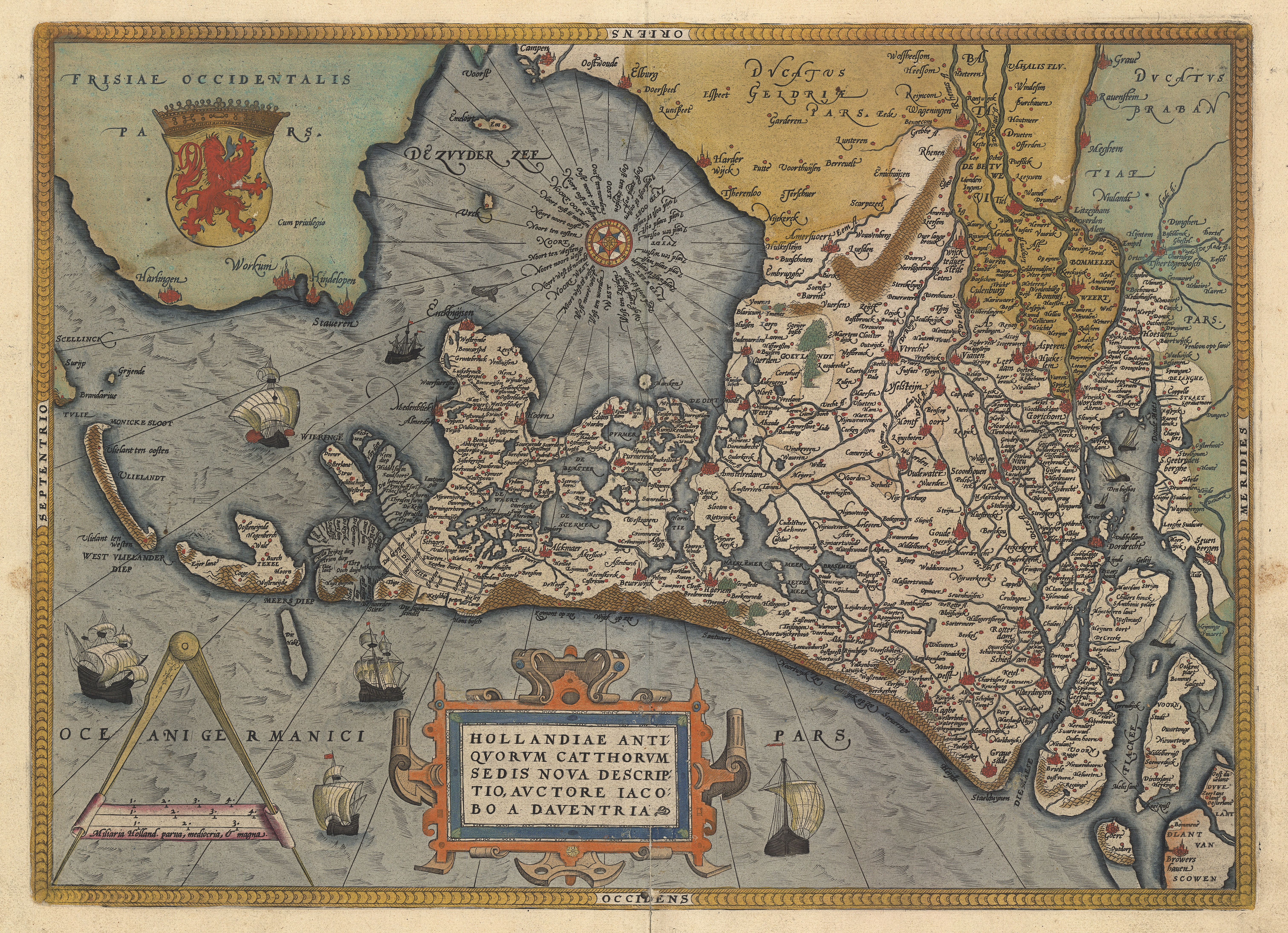
Kaart van het Graafschap Holland in 1570 door Jacob van Deventer

Het gebied van het graafschap Holland bestond uit grofweg de huidige provincies Noord- en Zuid-Holland en de noordelijkste delen van de provincie Noord-Brabant. 
Het graafschap was door de graaf van Holland vanaf 1236 opgedeeld in verschillende baljuwschappen om het gebied makkelijker te beheersen.
Dit waren bestuurlijke gebieden waar de Baljuw als de vertegenwoordiger van de Graaf optrad. Naast de baljuwschappen bestonden er de heerlijkheden. De heerlijkheden waren gebieden door de graaf in leen gegeven aan zijn leenheren. De heerlijkheden bestonden al voor het instellen van het baljuwschap. De heerlijkheden waren verbonden aan verschillende heerlijke rechten zodat de heren hier inkomsten uit konden halen.
Daarnaast was er ook nog de heerlijkheid West-Friesland, die in 1297 door Floris V van Holland onderworpen werd en min of meer onafhankelijk van Holland bleef functioneren. In de loop der eeuwen verwaterde dit onderscheid en werd West-Friesland als onderdeel van het Graafschap Holland gezien, dat sindsdien voluit Holland en West-Friesland werd genoemd.
Hieronder de baljuwschappen waaruit het graafschap Holland bestond:
| Naam:        | Ontstaan | Opmerking                                                         |
| ------------ | -------- | ----------------------------------------------------------------- |
| Delftland    | 1273     | Afgesplitst van het baljuwschap Rijnland.                         |
| Schieland    | 1273     | Afgesplitst van het baljuwschap Rijnland.                         |
| Rijnland     | 1236     | Meerdere malen verkleind.                                         |
| Kennemerland | 1236     |                                                                   |
| Zuid-Holland | 1236     | Door de Sint Elisabethsvloed in 1421 werd het gebied versnipperd. |
| Amstelland   | 1236     |                                                                   |
| Waterland    | 1281     | Werd tussen 1281 en 1283 door Floris V aangekocht.                |

Hieronder een lijst met verschillende (hoge) heerlijkheden in het graafschap Holland:
| Naam:                                                   | Uitgiftejaar      | Plaats                   | Dynastie                                                         | Opmerking |
| ------------------------------------------------------- | ----------------- | ------------------------ | ---------------------------------------------------------------- | --- |
| Abdij van Rijnsburg                                     |                   | Rijnsburg                | Abdis van Rijnsburg                                              | Vrije hoge heerlijkheid |
| Land van Voorne                                         |                   | Oostvoorne               | Heren van Voorne                                                 | Vrije hoge heerlijkheid |
| Heerlijkheid Egmont                                     |                   | Egmond                   | Heren van Egmont                                                 | Vrije hoge heerlijkheid; vanaf 1486 graafschap.                                                                                        |
| Heerlijkheid Putten                                     |                   | Putten                   | Heren van Putten                                                 | Vrije hoge heerlijkheid, samen met Strijen                                                                                             |
| Heerlijkheid Strijen                                    |                   | Strijen                  | Heren van Strijen                                                | Vrije hoge heerlijkheid, samen met Putten                                                                                              |
| Heerlijkheid Vianen                                     |                   | Vianen                   | Heren van Vianen                                                 | Vrije hoge heerlijkheid. Vianen wist een verregaande zelfstandigheid te bewaren en was defacto zelfstandig van het graafschap Holland. |
| Baronie IJsselstein                                     |                   | IJsselstein              | Heren van IJsselstein                                            | Vrije Hoge heerlijkheid |
| Heerlijkheid Heenvliet                                  |                   | Heenvliet                | Heren van Heenvliet                                              | Vrije hoge heerlijkheid |
| Heerlijkheid Hoogmade                                   |                   | Hoogmade                 | Heren van Hoogmade                                               | Vrije hoge heerlijkheid |
| Heerlijkheid Papendrecht                                |                   | Papendrecht              | Heren van Papendrecht                                            | Vrije hoge heerlijkheid |
| Heerlijkheid Wijngaarden en Ruigbroek                   |                   | Wijngaarden              |                                                                  | |
| Heerlijkheid Callantsoog                                |                   | Callantsoog              | Heren van Callantsoog                                            | Heerlijkheid, rond 1250 in het bezit van het huis Brederode.                                                                           |
| Heerlijkheid Warmenhuizen                               |                   | Warmenhuizen             | Heren van Warmenhuizen                                           | Heerlijkheid, rond 1250 in het bezit van het huis Egmont.                                                                              |
| Heerlijkheid Haringkarspel                              |                   | Harenkarspel             | Heren van Haringkarspel                                          | Heerlijkheid in het bezit van het huis Egmont.                                                                                         |
| Heerlijkheid Petten                                     |                   | Petten                   | Heren van Petten                                                 | Ook wel bekend als heerlijkheid Petten en Nolmerban.                                                                                   |
| Heerlijkheid Oudkarspel                                 |                   | Oudkarspel               | Heren van Oudkarspel                                             | Voor 1423 in het bezit van het huis Egmont.                                                                                            |
| Heerlijkheid Bakkum                                     |                   | Bakkum                   | Heren van Bakkum                                                 | Tot 1613 onderdeel van het graafschap Egmont.                                                                                          |
| Heerlijkheid Huisduinen                                 |                   | Huisduinen               | Heren van Huisduinen                                             | Een bezit van het huis Egmont. |
| Hoge heerlijkheid Wassenaar en Zuidwijk                 | 1400              | Wassenaar                | Filips van Wassenaar (1400) Heren van Wassenaar                  | |
| Heerlijkheid Polanen                                    |                   | Monster                  | Heren van Polanen                                                | |
| Heerlijkheid Oegstgeest                                 |                   | Oegstgeest               | Heren van Oegstgeest                                             | |
| Hoge heerlijkheid van Purmerend, Purmerland en Ilpendam |                   | Purmerend                | Heren van Purmerend, Purmerland en Ilpendam                      | Vanaf 1410 een vrije hoge heerlijkheid en kwam in 1483 in het bezit van het huis Egmont.                                               |
| Heerlijkheid Linschoten                                 |                   | Linschoten               |                                                                  | |
| Heerlijkheid Hekendorp                                  |                   | Hekendorp                |                                                                  | |
| Hoge heerlijkheid Hazerswoude                           | 1428 aug. 4       | Hazerswoude              | Jan van Monfoort (1428) Lodewijk van Montfoort, ridder           | |
| Heerlijkheid Oosthuizen                                 |                   | Oosthuizen               |                                                                  | |
| Heerlijkheid Nieuwkoop                                  |                   | Nieuwkoop                |                                                                  | |
| Heerlijkheid Loenen                                     |                   | Loenen                   |                                                                  | |
| Heerlijkheid Hoogwoud                                   |                   | Hoogwoud                 |                                                                  | Ook bekend als heerlijkheid Hoog- en Aartswoude                                                                                        |
| Heerlijkheid Abbenbroek                                 |                   | Abbenbroek               |                                                                  | |
| Hoge heerlijkheid Naaldwijk                             | 1418              | Naaldwijk                | Hendrik van Naaldwijk (1418)                                     | |
| Heerlijkheid Brederode                                  |                   | Brederode                | Heren van Brederode                                              | |
| Hoge heerlijkheid Bergen (kennemerland)                 | 17 augustus 1428  | Bergen                   | Floris van Haamstede (1428) Wolfert van de Maalstede (1445)      | In het bezit van het huis Brederode.                                                                                                   |
| Hoge heerlijkheid Benthuizen                            | 1399              | Benthuizen               | Jan van Heemstede (1399) Gerard van Heemstede (1445)             | |
| Hoge heerlijkheid Schagen                               | 1427 juni 29 1430 | Schagen                  | Willem (bastaard) van Beieren (1427) en (1430) Heren van Schagen | |
| Hoge heerlijkheid Warmond/Woude                         | 1402              | Warmond                  | Jan van den Woude (1402) Jacob van den Woude (1445)              | |
| Hoge heerlijkheid Assendelft                            | 1400              | Assendelft               | Bartaud van Assendelft (1400) Gerard van Assendelft (1445)       | |
| Hoge heerlijkheid Noordwijkerhout en Noordwijk          | 25 december 1418  | Noordwijk                | Jan van de Boekhorst (1445)                                      | |
| Hoge heerlijkheid Opmeer                                |                   | Opmeer                   | Jan van Zwieten (1445)                                           | |
| Heerlijkheid Spanbroek                                  |                   | Spanbroek                |                                                                  | |
| Heerlijkheid Obdam                                      |                   | Obdam                    |                                                                  | Ontstaan in 1544 |
| Heerlijkheid Ter Leede                                  |                   | Leerdam                  |                                                                  | Later heerlijkheid/graafschap Leerdam                                                                                                  |
| Heerlijkheid Jaarsveld                                  |                   | Jaarsveld                |                                                                  | |
| Land van Arkel                                          |                   | Arkel                    |                                                                  | |
| Land van Heusden                                        |                   | Heusden                  |                                                                  | |
| Land van Altena                                         |                   | Almkerk                  |                                                                  | |
| Heerlijkheid Klundert                                   |                   | Klundert                 |                                                                  | Ook wel heerlijkheid Niervaart genoemd                                                                                                 |
| Heerlijkheid Zwaluwe                                    |                   | Hooge Zwaluwe            |                                                                  | Ook wel heerlijkheid Hoge en Lage Zwaluwe genoemd                                                                                      |
| Heerlijkheid Geertruidenberg                            |                   | Geertruidenberg          |                                                                  | |
| Heerlijkheid Ridderkerk                                 |                   | Ridderkerk               |                                                                  | Als onderdeel van de hoge heerlijkheid van de Lek                                                                                      |
| Heerlijkheid Lekkerkerk                                 |                   | Lekkerkerk               |                                                                  | Als onderdeel van de hoge heerlijkheid van de Lek                                                                                      |
| Heerlijkheid Krimpen aan den IJssel                     |                   | Krimpen aan den IJssel   |                                                                  | Als onderdeel van de hoge heerlijkheid van de Lek                                                                                      |
| Heerlijkheid Krimpen aan de Lek                         |                   | Krimpen aan de Lek       |                                                                  | Als onderdeel van de hoge heerlijkheid van de Lek                                                                                      |
| Heerlijkheid Ouderkerk                                  |                   | Ouderkerk aan den IJssel |                                                                  | Als onderdeel van de hoge heerlijkheid van de Lek                                                                                      |
| Baronie Liesveld                                        |                   | Gelkenes                 |                                                                  | |
| Heerlijkheid Zevenbergen                                |                   | Zevenbergen              |                                                                  | |